# 丹尼·雅各布斯
丹尼·雅各布斯（英語：Danny Jacobs，？—），美國配音員和喜劇演員，自1999年起從事配聲音工作，較為人熟悉的是2008至15年間於《馬達加斯加的企鵝》聲演朱利安國王（King Julien）一角，以及他在《Merry Madagascar》（2009年）、《Madly Madagascar》（2013年）及《All Hail King Julien》（2014至17年）聲演相同角色。

## 獎項
- 2010年：安妮獎 - 最佳電視製作中的配音（提名）[1][2]
- 2011年：日間時段艾美獎 - 動畫節目傑出表演者（得獎）
- 2015年：日間時段艾美獎 - 動畫節目傑出表演者（得獎）

## 外部連結
- 丹尼·雅各布斯在互联网电影资料库（IMDb）上的資料（英文）
- TCM电影资料库上丹尼·雅各布斯的资料（英文）
- 丹尼·雅各布斯在爛番茄上的頁面（英文）